# Galles dell'ovest

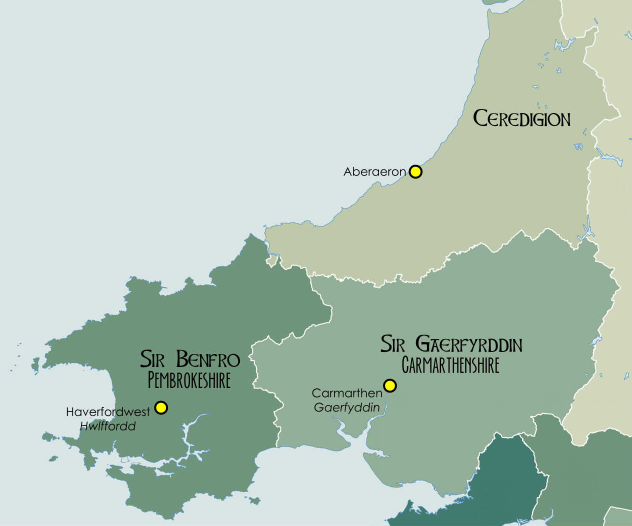
Posizione del Galles dell'ovest

Il Galles dell'ovest (in inglese: West Wales, in gallese: Gorllewin Cymru) è la regione occidentale del Galles.
Alcune definizioni di Galles dell'ovest includono solo il Pembrokeshire, Ceredigion e Carmarthenshire, un'area che storicamente comprendeva il principato gallese di Deheubarth, un'area chiamata anche "Galles del Sud Ovest" nella Nomenclatura delle unità territoriali statistiche (NUTS). Altre definizioni includono anche Swansea e Neath Port Talbot, ma escludono Ceredigion. L'area NUTS "West Wales and the Valleys" comprende le parti più occidentali del Galles del nord. La contea preservata di Dyfed copre quello che è generalmente considerato il Galles dell'ovest, che tra il 1974 e il 1996 fu anche una contea con un consiglio e sei consigli di distretto.

## Utilizzo storico del termine
Storicamente, il termine "Galles dell'ovest" fu applicato al Regno di Cornovaglia durante l'invasione anglosassone della Britannia e nel periodo dell'eptarchia. Il termine inglese antico Wealas, che significa "stranieri", diede origine al nome Wales (Galles), e fu anche applicato alla Cornovaglia, mentre "West Wealas" significava "stranieri dell'ovest".

## Suddivisioni amministrative
La regione è composta dalle seguenti aree amministrative:
| Contea preservata  | Consigli Locali                                              | Area (km²) | Popolazione |
| ------------------ | ------------------------------------------------------------ | ---------- | ----------- |
| Dyfed              | Carmarthenshire (Sir Gaerfyrddin) Pembrokeshire (Sir Benfro) | 3.985      | 306.200     |
| Galles Occidentale | West Wales (Gorllewin Cymru)                                 | 3.985      | 306.200     |

La città più popolosa della regione è Llanelli con 49.591 abitanti.